# Park Yeong-hyo
Park Yeong-hyo(1861-21 de setembro de 1939) foi um políticos e ativistas da independentes da dinastia Joseon coreano. apelido era Chungo, Hyunhyungeosa. Park nasceu em Suwon, na província de Gyeonggi, de uma família yangban do clã Bannam Park.